# Alsophila jimeneziana
Alsophila jimeneziana là một loài dương xỉ trong họ Cyatheaceae. Loài này được D.S. Conant mô tả khoa học đầu tiên năm 1983.